# 大塚真美
大塚 真美（おおつか まみ、1969年3月7日 - ）は、千葉県船橋市出身の元女優。元女性アイドルグループソフトクリームのメンバー。身長158cm。駒沢学園女子高等学校卒業。本名同じ。

## 来歴
小学3年生頃から女優に憧れていたという。子供の頃は劇団ひまわりに所属していた。
1982年にアイドルグループソフトクリームのメンバーとして本格的な芸能界デビューを果たした。
1985年にグループが解散すると一般の女子高生に戻っていたが、原宿の竹下通りでスカウトされ、その後1985年2月に富士急ハイランドの「ミスハイランド」に選ばれたのがきっかけで芸能界へ戻ることとなり、女優としてデビューする。
1986年にはTBSで放映された大映テレビ製作の連続ドラマ『天使のアッパーカット』で主演を果たした。また、フジテレビの『月曜ドラマランド』などにも度々出演していた。その一方で、雑誌「すっぴん」などで水着グラビアのモデルも務めていた。その後、ヌードグラビアの撮影を持ちかけられたものの、自分のカラダに全く自信がないことを理由に断った。さらに、『天使のアッパーカット』で主演を務めて以降は燃え尽きてしまったと感じ、芸能界に対する執着もあまりなかったことから、これをきっかけに引退した。
引退後は外資系アパレルメーカーのマネージャーを務めていると雑誌にて報じられた。

## 人物
趣味はお琴や動物を飼うこと。特技はローラースケートやアイススケート。好きな食べ物はあんみつやポテトチップ。好みのタイプは10歳くらい年上で苦労している人だという(いずれも1986年当時)。
ソフトクリーム時代、メンバーの遠藤由美子からは「うるさくてトロイ」、天野千英からは「食べ物の食べ方がキタナイ！あとは急にふつうの人に発狂しだして大声で怒鳴ったり、反抗ばっかりしてね」と評されていた。
ドラマ『天使のアッパーカット』の主演に決まった際には、「大映テレビのドラマってすごく好きだったの。百恵さんのときから見てたんだから。私なんか脇役でもいいから出てみたいと思ってたのに、それがいきなり主役でしょ。もう嬉しくって嬉しくって、撮影の始まる三日前からエンエン泣いちゃった。それだけに一生懸命やっています。だから野球を見ずに、ドラマを見てくださいね」と述べていた。ドラマで演じた松岡慶子とは違い、自分の性格は明るいという。また、見た目は結構きつそうに見られるが、実際は慶子のように強くないので、あんなに虐められたら学校を辞めるとも語っている。

## 主な出演

### テレビドラマ
- 天使のアッパーカット（1986年、TBS / 大映テレビ）- 主演・松岡慶子 役
- 月曜ドラマランド（CX）
  - 転校生！オレがあいつでアイツがおれで2（1986年）
  - 初恋スキャンダル（1986年）
  - 探偵桃がたり （1986年）
  - ナイン （1987年）
  - 藤子不二雄のバケルくん  （1987年）- 山下みどり 役
  - ガクエン情報部HIP  （1987年）
- 半熟ウィドゥ！未亡人は18才 （1987年、ANB）
- 年末年始ホテル物語（1988年、TBS）
- 青い髪の人魚（1989年、KTV）
- ハートにブルーのワクチン（1989年、CX）
- ぼくが医者をやめた理由（1990年、TX）
- オジサンは怒ってるんだゾ！（1991年、TBS）

### 雑誌
- デラべっぴん No.35（1988年10月号、英知出版）表紙